# Prima Categoria Calabria 1968-1969
Nella stagione 1968-1969 la Prima Categoria era il 5º livello del calcio italiano. Il campionato è strutturato su vari gironi all'italiana su base regionale.
Nella stagione 1968-1969 solo in Piemonte, Lombardia, Liguria, Toscana, Lazio, Campania e Sardegna fu giocato il campionato di Promozione. Nelle altre regioni nella stessa stagione fu giocato il campionato di Prima Categoria.

## Calabria

### Girone A

#### Squadre partecipanti
| Squadra                    | Città (provincia)          | Stagione precedente |
| -------------------------- | -------------------------- | ------------------- |
| S.S. Acri                  | Acri (CS)                  |                     |
| A.S. Belvedere             | Belvedere Marittimo (CS)   |                     |
| Bobina Nicastro            | Lamezia Terme (CZ)         |                     |
| Soc. La Sportiva Cariatese | Cariati Marina (CS)        |                     |
| A.S. Corigliano            | Corigliano Calabro (CS)    |                     |
| U.S. Cutro                 | Cutro (CZ)                 |                     |
| A.C. Emilio Morrone        | Cosenza                    |                     |
| A.S. Luzzese               | Luzzi (CS)                 |                     |
| U.S. Morano                | Morano Calabro (CS)        |                     |
| U.S. Praia                 | Praia a Mare (CS)          |                     |
| Pol. Rossanese             | Rossano (CS)               |                     |
| Pol. San Lucido            | San Lucido (CS)            |                     |
| Pol. Sandemetrese          | San Demetrio Corone (CS)   |                     |
| S.S. La Silana             | San Giovanni in Fiore (CS) |                     |
| U.S. Soverato              | Soverato (CZ)              |                     |
| S.S. Trebisacce            | Trebisacce (CS)            |                     |

#### Classifica finale
|  | Pos. | Squadra               | Pt | G  | V  | N  | P  | GF | GS | DR  |
|  | ---- | --------------------- | -- | -- | -- | -- | -- | -- | -- | --- |
|  | 1.   | San Lucido            | 45 | 29 | 18 | 9  | 2  | 57 | 24 | +33 |
|  | 2.   | Sandemetrese          | 44 | 30 | 18 | 8  | 4  | 38 | 29 | +9  |
|  | 3.   | Morrone Cosenza       | 42 | 29 | 18 | 6  | 5  | 55 | 20 | +35 |
|  | 4.   | Trebisacce            | 35 | 30 | 16 | 3  | 11 | 51 | 39 | +12 |
|  | 5.   | Bobina Nicastro       | 32 | 30 | 14 | 4  | 12 | 45 | 31 | +14 |
|  | 6.   | Cutro                 | 30 | 30 | 12 | 6  | 12 | 36 | 39 | -3  |
|  | 7.   | Acri (-1)             | 29 | 30 | 11 | 8  | 11 | 43 | 43 | 0   |
|  | 8.   | Soverato              | 27 | 30 | 11 | 5  | 14 | 35 | 56 | -21 |
|  | 9.   | Luzzese               | 26 | 30 | 11 | 4  | 15 | 34 | 45 | -11 |
|  | 9.   | Morano                | 26 | 30 | 10 | 6  | 14 | 47 | 61 | -14 |
|  | 11.  | La Sportiva Cariatese | 25 | 30 | 11 | 3  | 16 | 39 | 46 | -7  |
|  | 12.  | Silana                | 24 | 30 | 9  | 6  | 15 | 43 | 43 | 0   |
|  | 12.  | Belvedere             | 24 | 30 | 7  | 10 | 13 | 29 | 38 | -9  |
|  | 14.  | Rossanese (-1)        | 22 | 30 | 9  | 5  | 16 | 30 | 30 | 0   |
|  | 14.  | Praia                 | 22 | 30 | 7  | 8  | 15 | 27 | 43 | -16 |
|  | 14.  | Corigliano (-1)       | 22 | 30 | 7  | 9  | 14 | 29 | 51 | -22 |

Legenda:
      Ammesso allo spareggio promozione.
  Retrocesso e in seguito riammesso.
      Retrocesso in Seconda Categoria 1969-1970.
Regolamento:
Due punti a vittoria, uno a pareggio, zero a sconfitta.
Pari merito in caso di pari punti.
Differenza reti in caso di pari merito in zona retrocessione per decidere la squadra retrocedenda.
Note:
Acri, Rossanese e Corigliano hanno scontato 1 punto di penalizzazione in classifica per una rinuncia.
Manca una partita di Morrone-San Lucido.

### Girone B

#### Squadre partecipanti
| Squadra             | Città (provincia)       | Stagione precedente |
| ------------------- | ----------------------- | ------------------- |
| A.S. Bovalinese     | Bovalino (RC)           |                     |
| A.S. Catona         | Reggio Calabria         |                     |
| Pol. Cittanovese    | Cittanova (RC)          |                     |
| A.C. Gioiese        | Gioia Tauro (RC)        |                     |
| U.S. Gioiosa Jonica | Gioiosa Jonica (RC)     |                     |
| Juve Palmi          | Palmi (RC)              |                     |
| A.C. Juventus Locri | Locri (RC)              |                     |
| A.S. Nicotera       | Nicotera (CZ)           |                     |
| S.S. Nuova Vibonese | Vibo Valentia (CZ)      |                     |
| S.S. Polistena      | Polistena (RC)          |                     |
| U.S. Pro Pellaro    | Reggio Calabria         |                     |
| S.S. Roccella       | Roccella Jonica (RC)    |                     |
| A.C. Rosarno        | Rosarno (RC)            |                     |
| U.S. Santa Caterina | Reggio Calabria         |                     |
| Tremulini           | Reggio Calabria         |                     |
| U.S. Villese        | Villa San Giovanni (RC) |                     |

#### Classifica finale
|  | Pos. | Squadra        | Pt | G  | V  | N  | P  | GF | GS  | DR  |
|  | ---- | -------------- | -- | -- | -- | -- | -- | -- | --- | --- |
|  | 1.   | Santa Caterina | 47 | 30 | 20 | 7  | 3  | 66 | 19  | +37 |
|  | 2.   | Polistena      | 46 | 30 | 18 | 10 | 2  | 63 | 14  | +49 |
|  | 3.   | Pro Pellaro    | 37 | 30 | 15 | 7  | 8  | 66 | 36  | +30 |
|  | 3.   | Gioiese        | 37 | 29 | 16 | 5  | 8  | 51 | 31  | +20 |
|  | 5.   | Nuova Vibonese | 34 | 29 | 12 | 10 | 7  | 42 | 30  | +12 |
|  | 5.   | Juventus Locri | 34 | 30 | 12 | 10 | 8  | 48 | 41  | +7  |
|  | 7.   | Villese        | 30 | 30 | 9  | 12 | 9  | 30 | 33  | -3  |
|  | 8.   | Gioiosa Jonica | 29 | 30 | 10 | 9  | 11 | 56 | 56  | 0   |
|  | 8.   | Catona         | 29 | 30 | 7  | 15 | 8  | 34 | 42  | -8  |
|  | 10.  | Bovalinese     | 28 | 30 | 10 | 8  | 12 | 33 | 42  | -9  |
|  | 11.  | Juve Palmi     | 26 | 30 | 11 | 4  | 15 | 38 | 52  | -14 |
|  | 11.  | Nicotera       | 26 | 30 | 9  | 8  | 13 | 42 | 45  | -3  |
|  | 13.  | Roccella       | 23 | 30 | 7  | 9  | 14 | 45 | 39  | +6  |
|  | 13.  | Tremulini      | 23 | 30 | 8  | 7  | 15 | 36 | 56  | -20 |
|  | 15.  | Cittanovese    | 22 | 30 | 8  | 6  | 16 | 29 | 48  | -19 |
|  | 16.  | Rosarno        | 7  | 30 | 1  | 5  | 24 | 18 | 113 | -95 |

Legenda:
      Ammesso allo spareggio promozione.
      Retrocesso in Seconda Categoria 1969-1970.
Regolamento:
Due punti a vittoria, uno a pareggio, zero a sconfitta.
Pari merito in caso di pari punti.
Differenza reti in caso di pari merito in zona retrocessione per decidere la squadra retrocedenda.
Note:
Manca una partita di Gioiese-Nuova Vibonese.

### Spareggi per l'ammissione alla Serie D
|                | Risultato |                | Luogo e data                |
| -------------- | --------- | -------------- | --------------------------- |
| Santa Catarina | ? - ?     | San Lucido     | Reggio Calabria, ?? ?? 1968 |
|                |           |                |                             |
| San Lucido     | ? - ?     | Santa Catarina | San Lucido, ?? ?? 1968      |
|                |           |                |                             |

- San Lucido promosso in Serie D 1969-1970.

### Libri
- Annuario 1968-1969 - F.I.G.C. - Sede Federale, Via Gregorio Allegri 14 - Roma, conservato presso le principali Biblioteche Nazionali Italiane: 
  - Biblioteca Nazionale Centrale di Firenze;
  - Biblioteca Nazionale Centrale di Roma
  - e la Biblioteca Statale di Cremona (in Via Ugolani Dati).

### Giornali
- Archivio della Gazzetta dello Sport, anni 1968 e 1969, consultabile presso le Biblioteche:
  - Biblioteca Nazionale Braidense di Milano;
  - Biblioteca Nazionale Centrale di Firenze;
  - Biblioteca Nazionale Centrale di Roma;
  - Biblioteca Civica Berio di Genova;
  - e presso Emeroteca del C.O.N.I. di Roma (non è online ma è da consultare in sede).